# えくぼプラザ
えくぼプラザは、山形県南陽市にある総合文化複合施設。

## 概要
1997年12月に同市郡山へ新築移転したヤマザワ赤湯店の跡地に、築50年以上が経過した旧赤湯税務署の木造建物を使用していた市立図書館と公民館を合築の上で、市が総合文化複合施設である「えくぼプラザ」を整備。2001年3月27日にオープンした。1階に南陽市赤湯公民館（中央公民館）、2階に南陽市立図書館が入る。総事業費は約12億6400万円。
えくぼプラザの位置する赤湯地区のメインストリートである表町商店街は、固定資産評価額が市でトップとなる一等地であったが、ヤマザワが撤退後、人の流れが変わり商店街の空洞化が懸念されていた。そうしたことから、地元ではえくぼプラザのオープンを商店街再生の拠点として期待していた。
市立図書館は、4月から11月までの閉館時間を旧館時代より3時間延長して午後8時（土日祭日を除く）の閉館とした。これは公立図書館としては当時としては県内初の試みで、働くひとでも使いやすいようにと市教育委員会が方針として定めた。また赤湯公民館には、市民ギャラリー（えくぼギャラリー）や3つの会議室、和室等を設けた。

## 交通
- 無料駐車場あり（地下50台、他40台 計90台収容）

## 近隣
- 烏帽子山公園
- 南陽市立結城豊太郎記念館